# Список аэродромов Крыма

Это список аэропортов Крыма, отсортированный по месторасположению.

## Аэродромы, исторические аэродромы
| Город       | Код аэропорта ИКАО | Код ИАТА | Аэропорт                           |
| ----------- | ------------------ | -------- | ---------------------------------- |
| Симферополь | UKFF               | SIP      | Международный Аэропорт Симферополь |
| Симферополь | UKFW               |          | Аэропорт Заводское                 |
| Севастополь | UKFB               | UKS      | Аэропорт Бельбек                   |
| Евпатория   | UKFE               |          | Евпатория                          |
| Джанкой     | UKFY               |          | Джанкой (закрыт)                   |
| Керчь       | UKFK               | KHC      | Керчь                              |

- Карагоз (аэродром) — аэродром в Кировском районе
- Кача (аэродром)
- Кировское (аэродром)
- Советский-Грамматиково (аэродром)

Примечание: * — условные индексы аэродромов (не являются кодами аэропортов ИКАО).

## Статистика пассажиропотока
| Пассажиропоток  | Пассажиропоток | Пассажиропоток | Пассажиропоток | Пассажиропоток | Пассажиропоток | Пассажиропоток | Пассажиропоток | Пассажиропоток | Пассажиропоток | Пассажиропоток |
| Год             | 1991           | 2008           | 2009           | 2010           | 2011           | 2012           | 2013           | 2014           | 2015           | 2016           |
| --------------- | -------------- | -------------- | -------------- | -------------- | -------------- | -------------- | -------------- | -------------- | -------------- | -------------- |
| Тыс. пассажиров | 5200           | ↘855           | ↘751           | ↗845           | ↗964           | ↗1114          | ↗1204          | ↗2800          | ↗5018          | ↗5202          |